# Gustav Streve
Gustav Helmuth Max Hermann Streve (5 juni 1893 - 21 april 1962) was een Duitse officier en Oberst (kolonel) tijdens de Tweede Wereldoorlog.

## Levensloop
Gustav Streve trad op 1 augustus 1938 in dienst van de Wehrmacht met de rang van Hauptmann (kapitein). Hij kon met deze relatief hoge rang instromen vanwege zijn verdiensten bij de Reichswehr in de vroegere jaren. In 1939 werd hij tot Major (majoor) en op 1 maart 1942 werd hij Oberstleutnant (luitenant-kolonel) bevorderd. In augustus van dat jaar werd hij de commandant van het Führerhauptquartier. Op 1 augustus 1944 kreeg hij de rang van Oberst (kolonel) toegewezen.
Over zijn lot is niets bekend.

## Carrière
Streve bekleedde verschillende rangen in zowel de Pruisische leger als Heer. De volgende tabel laat zien dat de bevorderingen niet synchroon liepen.
| Datums           | Pruisische leger          | Reichswehr           | Heer           |
| ---------------- | ------------------------- | -------------------- | -------------- |
| 1 oktober 1912   | Einjähriger Freiwilliger  | -                    | -              |
|                  | Unteroffizier der Reserve | -                    | -              |
| 21 februari 1919 | -                         | Leutnant der Reserve | -              |
| 1938             | -                         | -                    | Hauptmann      |
| 1939             | -                         | -                    | Major          |
| 1 maart 1942     | -                         | -                    | Oberstleutnant |
| 1 augustus 1944  | -                         | -                    | Oberst         |

## Onderscheidingen
- IJzeren Kruis 1914, 2e Klasse
- IJzeren Halve Maan